# Ognjen Mimović
Ognjen Mimović (in serbo Огњен Мимовић?; Gornji Milanovac, 17 agosto 2004) è un calciatore serbo, difensore dello Zenit San Pietroburgo in prestito dal Fenerbahçe.

## Caratteristiche tecniche
È un terzino destro.

## Carriera

### Club
Mimović è cresciuto nel settore giovanile della Stella Rossa. Nell'estate del 2023 è stato prestato all'OFK Belgrado dove ha debuttato il 20 agosto nell'incontro di Prva Liga Srbija vinto 3-0 contro il Jedinstvo Ub. Rientrato alla Stella Rossa a gennaio, ha fatto il suo esordio con il club biancorosso il 24 febbraio 2024 nella partita di Superliga vinta 3-0 contro il Čukarički. Il 19 settembre seguente ha prolungato il contratto fino al 2029.
Il 31 gennaio 2025 viene acquistato dal Fenerbahçe, da cui viene ceduto dodici giorni dopo allo Zenit San Pietroburgo con la formula del prestito.

### Nazionale
Ha giocato con le nazionali giovanili serbe Under-19 ed Under-21.
Il 4 marzo 2025 viene convocato per la prima volta dalla nazionale maggiore, con cui ha esordito sedici giorni dopo nella sfida, valevole per l'andati dei quarti di Nations League, pareggiata per 1-1 in casa dell'Austria.

## Statistiche

### Presenze e reti nei club
Statistiche aggiornate al 26 dicembre 2024.
| Stagione            | Squadra             | Campionato          | Campionato | Campionato | Coppe nazionali | Coppe nazionali | Coppe nazionali | Coppe continentali | Coppe continentali | Coppe continentali | Altre coppe | Altre coppe | Altre coppe | Totale | Totale | Totale |
| Stagione            | Squadra             | Comp                | Pres       | Reti       | Comp            | Pres            | Reti            | Comp               | Pres               | Reti               | Comp        | Pres        | Reti        | Pres   | Reti   |        |
| ------------------- | ------------------- | ------------------- | ---------- | ---------- | --------------- | --------------- | --------------- | ------------------ | ------------------ | ------------------ | ----------- | ----------- | ----------- | ------ | ------ | ------ |
| 2023-gen. 2024      | OFK Belgrado        | 1L                  | 14         | 0          | CS              | 0               | 0               | -                  | -                  | -                  | -           | -           | -           | 14     | 0      |        |
| gen.-giu. 2024      | Stella Rossa        | SL                  | 13         | 0          | CS              | 2               | 0               | -                  | -                  | -                  | -           | -           | -           | 15     | 0      |        |
| 2024-gen. 2025      | Stella Rossa        | SL                  | 12         | 0          | CS              | 0               | 0               | UCL                | 5                  | 0                  | -           | -           | -           | 17     | 0      |        |
| Totale Stella Rossa | Totale Stella Rossa | Totale Stella Rossa | 25         | 0          |                 | 2               | 0               |                    | 5                  | 0                  |             | -           | -           | 32     | 0      |        |
| Totale carriera     | Totale carriera     | Totale carriera     | 39         | 0          |                 | 2               | 0               |                    | 5                  | 0                  |             | -           | -           | 46     | 0      |        |

### Cronologia presenze e reti in nazionale
| Cronologia completa delle presenze e delle reti in nazionale ― Serbia | Cronologia completa delle presenze e delle reti in nazionale ― Serbia | Cronologia completa delle presenze e delle reti in nazionale ― Serbia | Cronologia completa delle presenze e delle reti in nazionale ― Serbia | Cronologia completa delle presenze e delle reti in nazionale ― Serbia | Cronologia completa delle presenze e delle reti in nazionale ― Serbia | Cronologia completa delle presenze e delle reti in nazionale ― Serbia | Cronologia completa delle presenze e delle reti in nazionale ― Serbia |
| Data                                                                  | Città                                                                 | In casa                                                               | Risultato                                                             | Ospiti                                                                | Competizione                                                          | Reti                                                                  | Note                                                                  |
| --------------------------------------------------------------------- | --------------------------------------------------------------------- | --------------------------------------------------------------------- | --------------------------------------------------------------------- | --------------------------------------------------------------------- | --------------------------------------------------------------------- | --------------------------------------------------------------------- | --------------------------------------------------------------------- |
| 20-3-2025                                                             | Vienna                                                                | Austria                                                               | 1 – 1                                                                 | Serbia                                                                | UEFA Nations League 2024-2025 - Play-off                              | -                                                                     |                                                                       |
| 23-3-2025                                                             | Belgrado                                                              | Serbia                                                                | 2 – 0                                                                 | Austria                                                               | UEFA Nations League 2024-2025 - Play-off                              | -                                                                     | 90+1’                                                                 |
| Totale                                                                |                                                                       | Presenze                                                              | 2                                                                     |                                                                       | Reti                                                                  | 0                                                                     |                                                                       |

## Palmarès

### Club

#### Competizioni nazionali
- Coppa di Serbia: 1

Stella Rossa: 2023-2024
- Campionato serbo: 1

Stella Rossa: 2023-2024